# Ацидоз
Ацидоз (от лат. acidum — кислый) — смещение кислотно-щелочного баланса организма в сторону увеличения кислотности (уменьшению рН).

## Симптомы ацидоза[нет в источнике]
- головные боли
- недомогание
- сонливость
- одышка
- кашель
- аритмия
- учащённое сердцебиение
- слабость и судороги
- диарея
- тошнота и рвота

## Причины ацидоза
Обычно продукты окисления органических кислот быстро удаляются из организма. При лихорадочных заболеваниях, кишечных расстройствах, осложнениях беременности, голодании и др. они задерживаются в организме, что проявляется в лёгких случаях появлением в моче ацетоуксусной кислоты и ацетона (т. н. ацетонурия), а в тяжёлых (например, при сахарном диабете) может привести к коме. Ацидоз также возникает при интенсивном спорте, в таком случае гидролиз АТФ в мышцах является источником Н+. Спортивный ацидоз может сопровождаться ощущением жжения в мышцах, тяжёлым дыханием, помутнением сознания.

## Классификации ацидоза
В зависимости от значения водородного показателя:
- компенсированный ацидоз: рН крови не опускается ниже границы физиологической нормы (7,35). Усиливается сердцебиение, учащается дыхание и повышается кровяное давление;
- субкомпенсированный ацидоз (лат. acidosis subcompensata): уровень pH крови находится в пределах 7,34—7,25. Может вызвать угнетение сердечной деятельности вплоть до сердечных аритмий. Появляется одышка, нередко рвота и понос;
- некомпенсированный ацидоз: водородный показатель ниже границы физиологической нормы (менее 7,24). Декомпенсированный ацидоз. Вызывает расстройства функций центральной нервной системы (головокружение, сонливость, потеря сознания), сердечно-сосудистой системы, желудочно-кишечного тракта и др.

По происхождению:
- газовый ацидоз (лат. acidosis gasea). Возникает при гиповентиляции или вдыхании воздуха с повышенным содержанием углекислого газа. Дыхательный, респираторный;
- негазовый ацидоз (лат. acidosis ingasea):
  - метаболический ацидоз (лат. acidosis metabolica). Возникает из-за накопления кислых продуктов в тканях, недостаточного их связывания или разрушения (кетоацидоз, лактатацидоз). Обменный ацидоз;
  - выделительный ацидоз (лат. acidosis excretoria). Возникает при затруднениях выведения нелетучих кислот почками (почечный ацидоз) или увеличенной потере оснований через желудочно-кишечный тракт (гастроэнтеральный ацидоз);
  - экзогенный ацидоз (лат. acidosis exogena). Наступает при введении в организм большого количества кислот или веществ, образующих кислоты в процессе метаболизма;
- смешанный ацидоз (лат. acidosis mixta). Сочетание различных видов ацидозов. Например, при патологии сердечно-сосудитой или дыхательной систем затруднено выведение углекислого газа, что вызывает уменьшение кислорода в крови и последующее накопление недоокисленных продуктов метаболизма.

## Лечение
Устранение причины, вызвавшей ацидоз (например, недостаток инсулина при диабете).